# Animus in consulendo liber
Animus in consulendo liber (en latín: "Espíritu libre para decidir") es el lema adoptado por la Organización del Tratado del Atlántico Norte (OTAN). Esta frase se origina en La conjuración de Catilina (52.21), obra del historiador romano Salustio, y fue traducida al inglés por Charles Anthon.

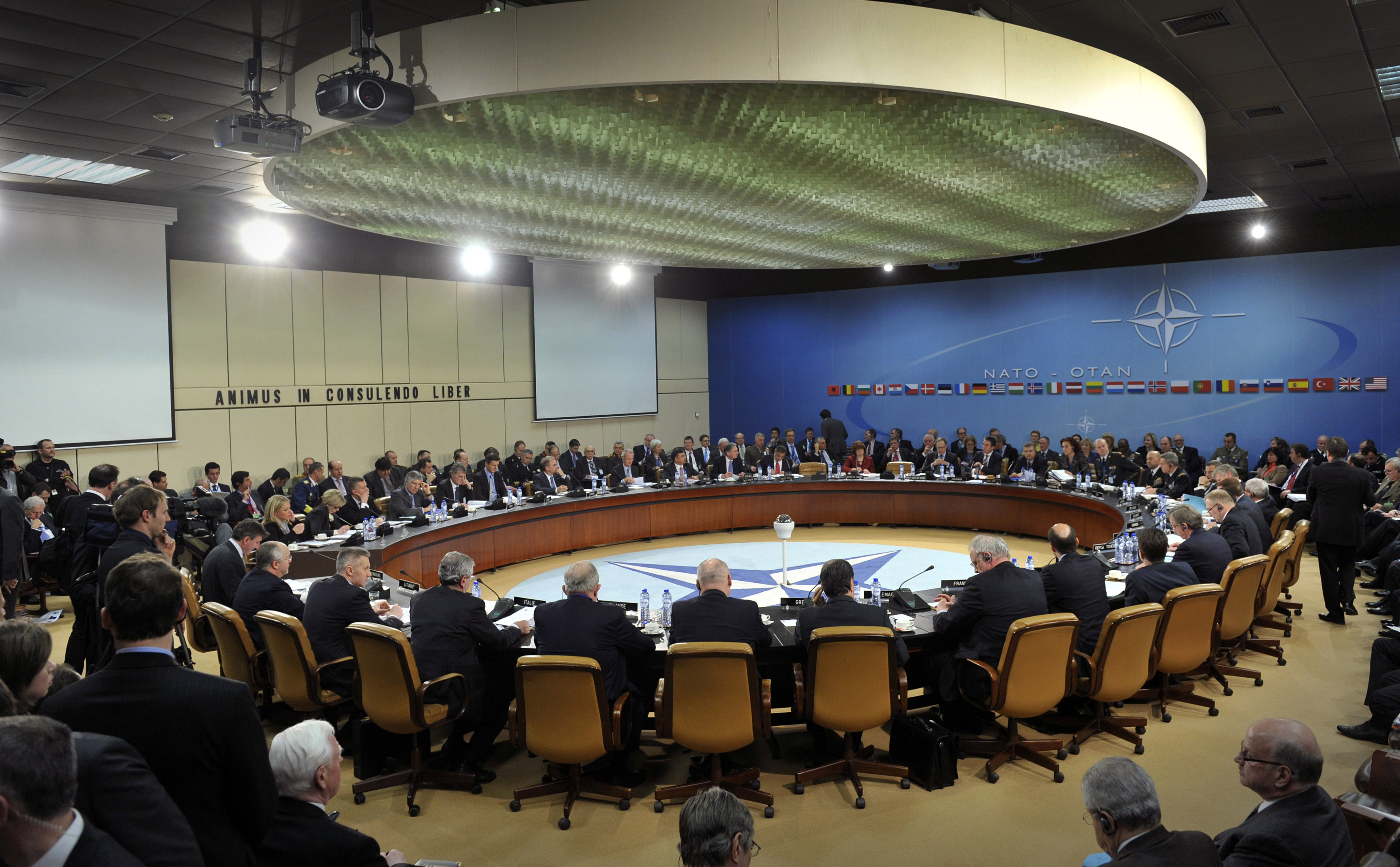
Lema en la pared izquierda de la sede de la OTAN en Bruselas, 2013

El decano del Consejo de la OTAN, André de Staercke, seleccionó este lema para reflejar el espíritu de consulta promovido por el entonces Secretario General de la OTAN, Paul-Henri Spaak. De Staercke se inspiró en su visita al Palacio del Magistrado Jefe en San Gimignano, donde encontró grabada la frase "animus in consulendo liber" en el asiento del Magistrado. Este lema se exhibe en la pared de la sala principal del consejo en la sede de la OTAN en Bruselas, justo detrás del asiento del presidente.
El contexto original del lema de Salustio, que proviene del discurso de Catón el Joven ante el Senado romano, es el siguiente: "Pero hubo otras cualidades que los hicieron grandes, cualidades que no poseemos nosotros: diligencia en el hogar, justo dominio en el extranjero, espíritu libre para tomar decisiones, no sometido ni a culpa ni a pasión desenfrenada." 